# Vital de Ravenne
Pour les articles homonymes, voir Ravenne (homonymie) et Saint Vital.
Vital de Ravenne est un saint catholique, fêté le 28 avril, qui fut un martyr chrétien au Ier siècle.
Selon saint Ambroise, il est l'époux de sainte Valérie, et le père des saints Gervais et Protais. 
Il fut enterré vivant pour avoir refusé d'abjurer la foi chrétienne à Ravenne, du temps de l'empereur Néron. 

## Controverses sur les dates
Si saint Ambroise place sa mort en 60, le réviseur du Cesare Baronio du martyrologe romain la place en 171 (martyrologe romain, versions de 1586 et 2004).

## Patron des villes suivantes en Italie
- Annone Veneto
- Archi
- Besenzone
- Ceggia
- Granarolo dell'Emilia
- Marittima, frazione de Diso
- Poveglia
- Masano, frazione de  Caravaggio
- Montecchio Maggiore
- Muzzana del Turgnano
- Salsomaggiore Terme
- San Salvo
- Seniga
- Campazzo, frazione de Pontevico
- Olate, rione de Lecco

## Iconographie
- Une mosaïque le représente dans la Basilique Saint-Vital de Ravenne, recevant la couronne du martyre des mains du Christ.
- Une peinture de Federico Barocci à la pinacothèque de Brera de Milan, représentant son martyre.
- Une peinture de Vittore Carpaccio à Venise, le représentant à cheval entouré de huit saints.

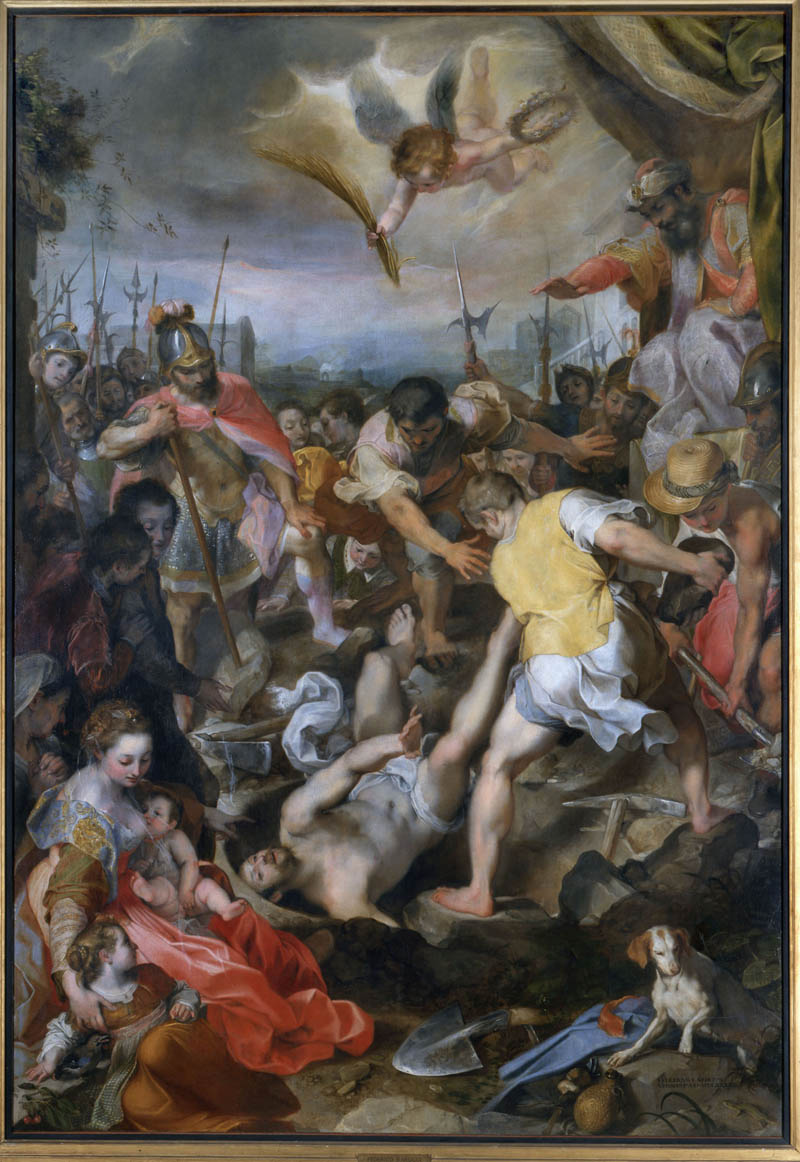
Par Federico Barocci.
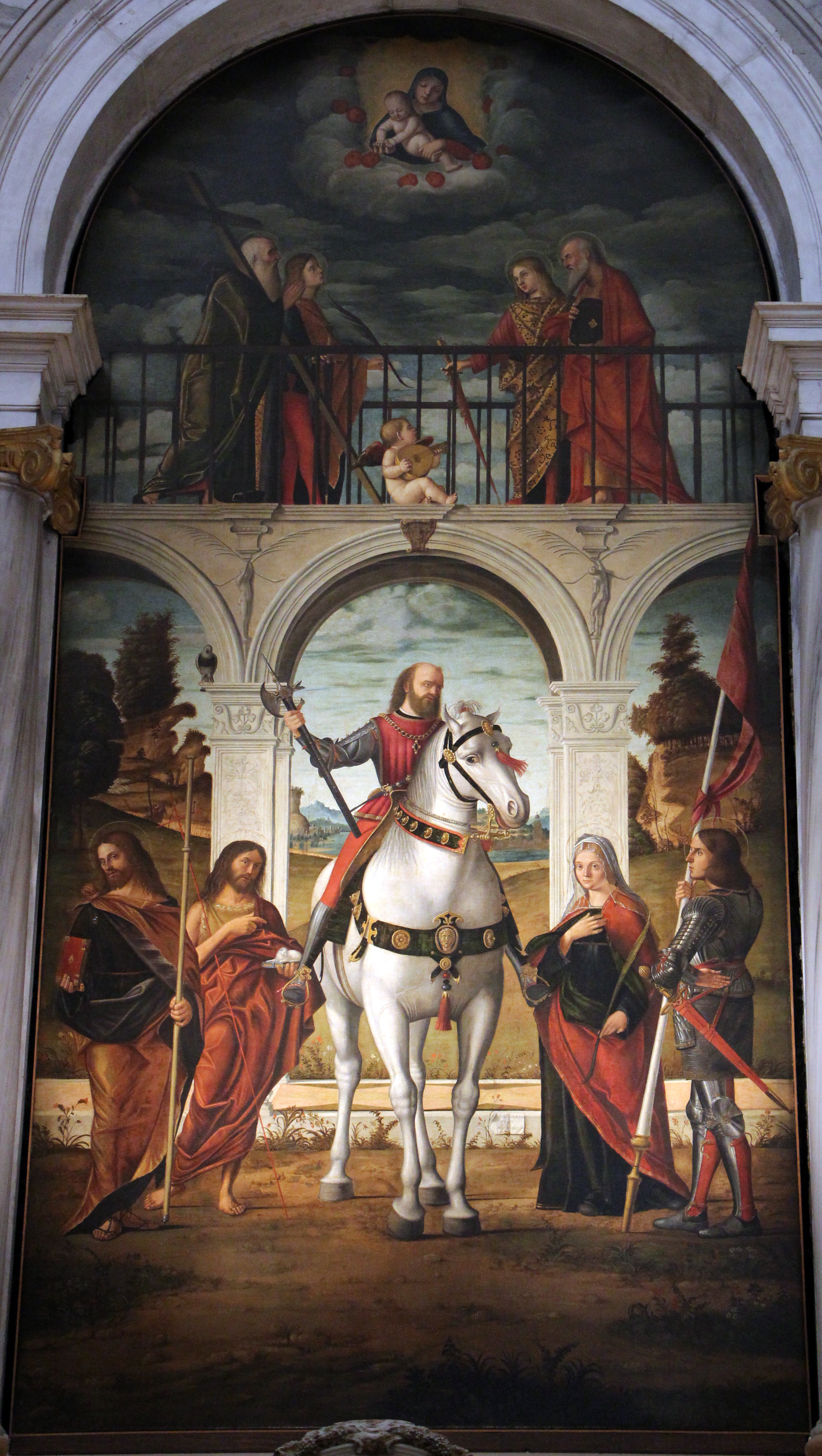
Par Vittore Carpaccio.